# 魏恩巴赫
魏恩巴赫（德語：Weinbach）是德国黑森州的一个市镇。总面积37.65平方公里，总人口4478人，其中男性2181人，女性2297人（2011年12月31日），人口密度119人/平方公里。